# Goed Verhaal
Goed Verhaal (tot 2025 de Boekenweek van Jongeren) is een jaarlijkse campagne in Nederland die vanaf 2015 georganiseerd wordt door de Stichting Collectieve Propaganda van het Nederlandse Boek (CPNB). Het doel is om het lezen en leesplezier bij jongeren tussen 15 en 18 jaar te bevorderen.

## Voorgeschiedenis
Uit het onderzoek PISA (Programme for International Student Assessment) (2003-2008), een internationaal onderzoek naar onder andere de leesvaardigheid van vijftienjarigen, bleek dat Nederlandse scholieren in vergelijking met leeftijdsgenootjes uit 65 andere landen als laagste scoorden op de index voor 'leesattitude'. In 2019 werden de resultaten van een volgende PISA-meting bekend: Nederland was gezakt van de vijftiende naar de 26e plaats op een ranglijst van 77 landen.
Jongeren die lezen leuk vinden, lezen meer. Om het imago van lezen en boeken onder de doelgroep 15-18-jarigen te versterken is in 2010 de Jongerenliteratuurprijs ingevoerd. In 2014 krijg de prijs gezelschap van de Jongerenliteratour, een idee van auteur Daan Heerma van Voss. Tussen 25 maart en 25 april reisde hij vergezeld door steeds een andere auteur langs middelbare scholen om de aandacht te vestigen op boeken voor jongeren en op het schrijverschap. Deelnemende schrijvers waren Hanna Bervoets, Yannick Dangre, Ellen Deckwitz, Thomas Heerma van Voss, Lieke Marsman, Jan van Mersbergen en Jamal Ouariachi. Leraren kregen vooraf de beschikking over lesmateriaal waarmee ze in een voorbereidingsuur naar het schrijversbezoek toe konden werken.

## Boekenweek
In 2015 werd de schrijverstournee verder ontwikkeld tot een volwaardige leesbevorderingscampagne: Literatour – Boekenweek voor Jongeren. Eind 2020 werd jongeren gevraagd wat ze van de campagne vonden. De belangrijkste uitkomst was dat jongeren zelf meer bij de campagne betrokken moesten worden. In 2021 zijn daarop wijzigingen doorgevoerd. De verandering van de naam in 'Boekenweek van Jongeren' was de eerste stap.
In 2025 werd de naam van de campagne veranderd in Goed Verhaal.

## Boekenweekgeschenk3PAK
In navolging van de Boekenweek werd ook aan de Boekenweek van Jongeren vanaf 2016 een boekenweekgeschenk gekoppeld: 3PAK met drie korte verhalen van auteurs die bij de belevingswereld van jongeren passen. Het wordt verspreid via middelbare scholen, boekhandels en bibliotheken. Het eerste jaar was de oplage 68.000 exemplaren; in 2021 was dat opgelopen tot 115.520.

#### Auteurs3PAK
- 2016: Mirjam Mous, Alex Boogers en Helen Vreeswijk (ISBN 9789059653870)
- 2017: Özcan Akyol, Elfie Tromp en Mano Bouzamour (ISBN 9789044627527x)
- 2018: Tim Hofman, Nhung Dam en Raoul de Jong (ISBN 9789059654822)
- 2019: Margje Woodrow, Karin Amatmoekrim, Joost Klein (ISBN 9789059655096)
- 2020: Daniëlle Bakhuis, Pepijn Lanen en Floor van het Nederend, Johan Fretz (ISBN 9789059655348)
- 2021: Aimée de Jongh, Splinter Chabot en Khalid Boudou[5] (ISBN 9789059658103)
- 2022: Daan Heerma van Voss, Chinouk Thijssen en Gershwin Bonevacia (ISBN 9789059657908)
- 2023: Rima Orie, DAMN, HONEY (Marie Lotte Hagen en Nydia van Voorthuizen) en Philip Huff (ISBN 9789059656819)
- 2024: Astrid Boonstoppel, Michel van Egmond en Sholeh Rezazadeh (ISBN 9789465034805)
- 2025: Buddy Tegenbosch, Maartje Wortel en Dilan Yurdakul[6]

## Partners
De campagne wordt gevoerd door uitgeverijen, bibliotheken, boekhandels en auteurs. Verder zijn verschillende organisaties  aan deze boekenweek verbonden (of verbonden geweest): Stichting de Versterking, Fonds 21, Cultureel Jongeren Paspoort (CJP), De Schrijverscentrale, Stichting Lezen, NBD Biblion, uitgeverij Malmberg, Nederlands Letterenfonds en KB, nationale bibliotheek (voorheen de Koninklijke Bibliotheek).